# Фальшион

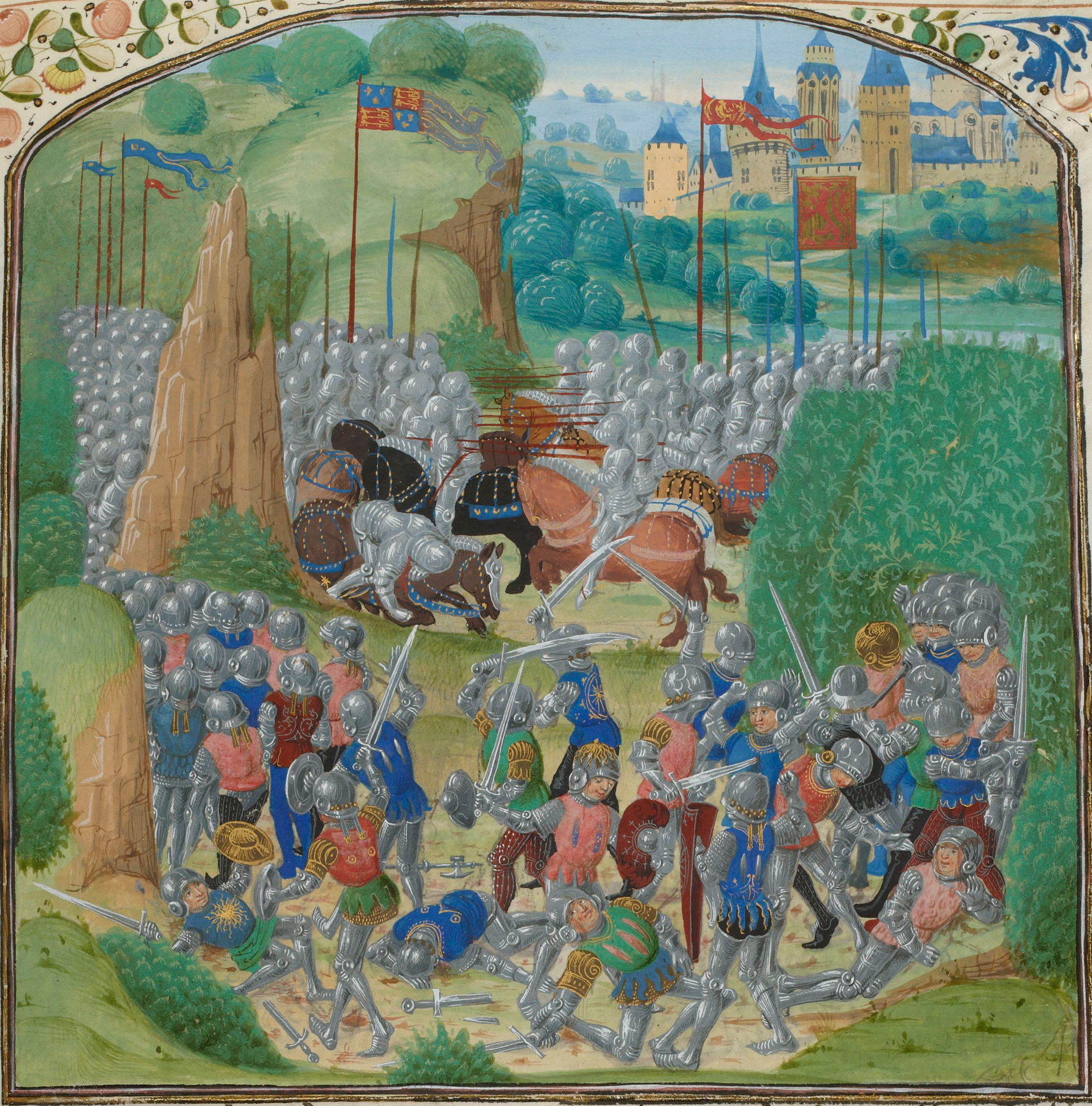
Битва при Оттерберне (1388). Миниатюра из «Хроник» Фруассара. В руках у латников как мечи, так и фальшионы

Фальшио́н, также фальчио́н (falchion) — европейское клинковое оружие с расширяющимся к концу коротким клинком с односторонней заточкой.

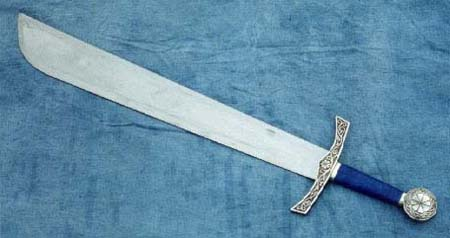
Фальшион с прямым обухом

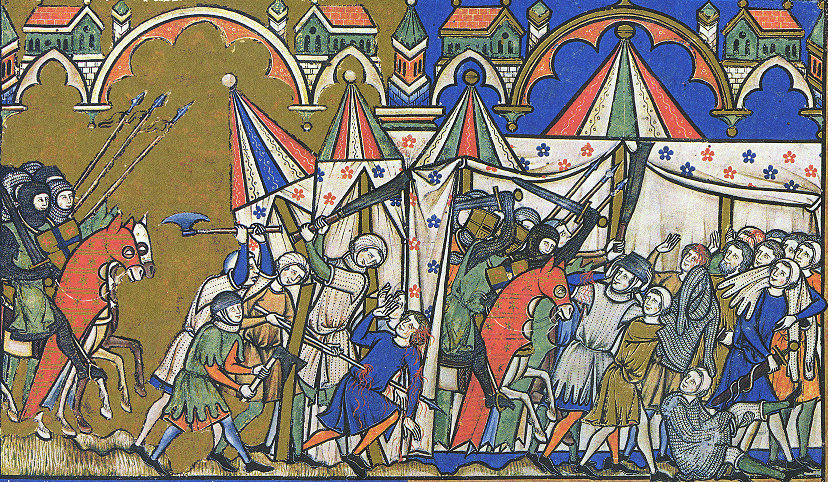
Применение двуручного фальшиона (фальшарды). Миниатюра из «Библии Мациевского». Около 1250 г.

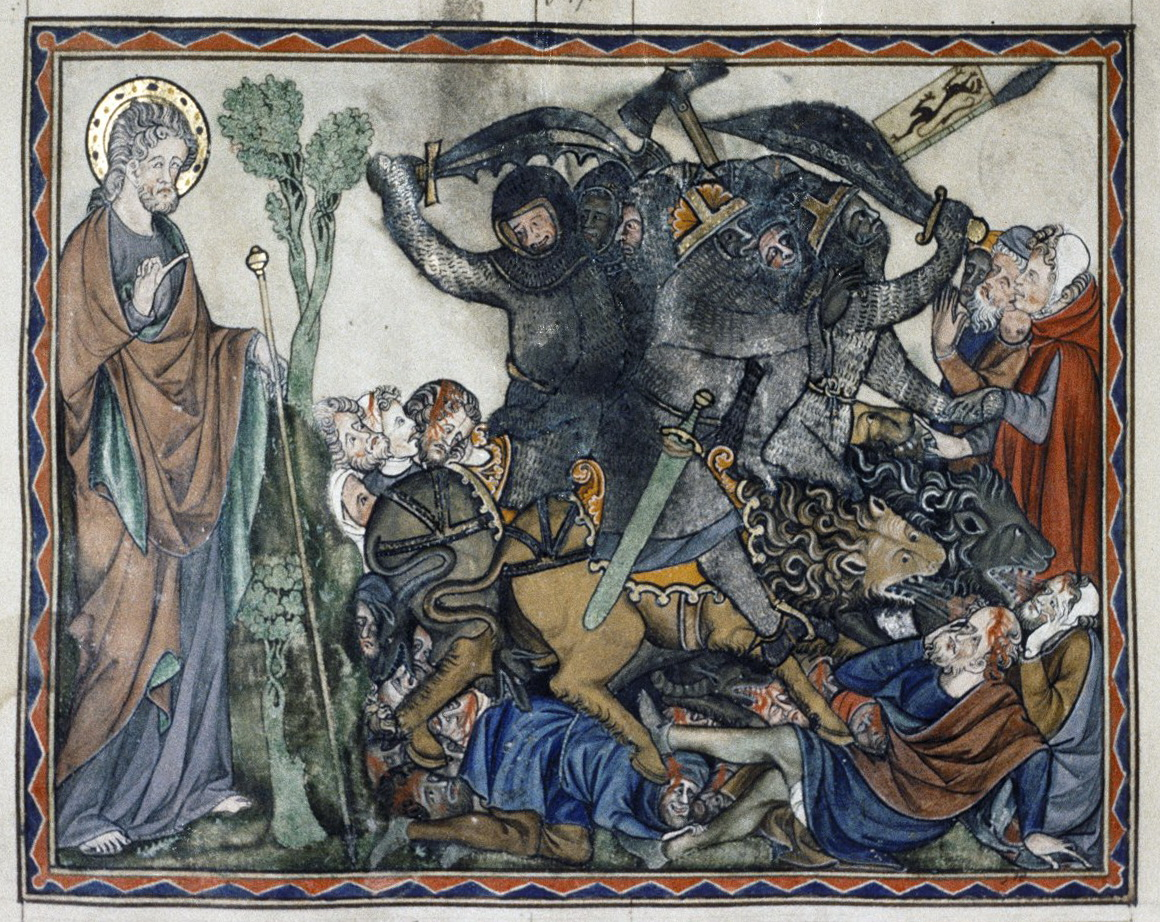
Всадники с фальшионами. Миниатюра из «Бодлианского Апокалипсиса». 1250-1275 гг.

Название оружия предположительно происходит от лат. falx — коса. Во французском языке он именовался fauchon или badelaire, в итальянском — storta, в немецком — Malchus. Последнее название связано с описанным в евангелии от Иоанна эпизодом взятия Христа под стражу, во время которого пытавшийся оказать сопротивление апостол Пётр отсёк ухо первосвященническому рабу по имени Малх (Иоанна. 18:10). Хранящийся в Познани со времён средневековья так называемый меч святого Петра действительно имеет черты фальшиона.

## История

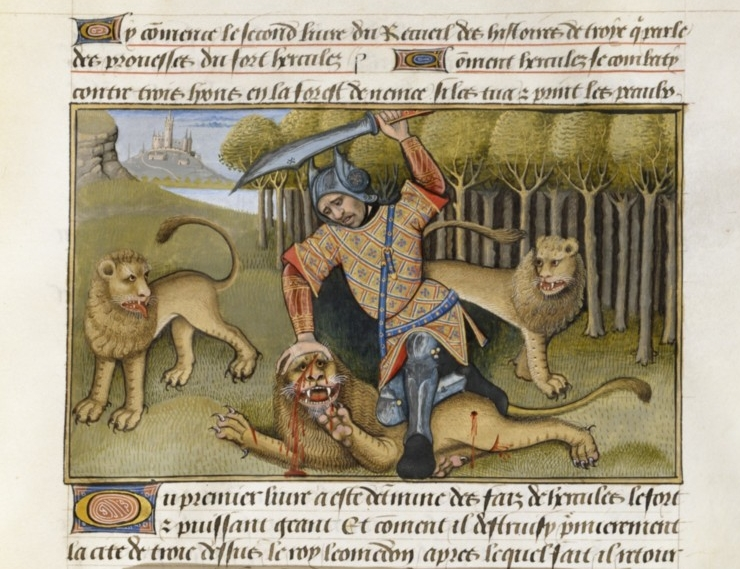
Геракл, побеждающий Немейского льва. Миниатюра из «Собрания повествований о Трое» Рауля Лефевра, сер. XVI в.

Наибольшую известность фальшион получил как вспомогательное оружие лучников и пехотинцев, а в середине XIII века его стала использовать и конница — благодаря его способности наносить разваливающие рубяще-режущие удары. Иногда фальшион крепился к короткому древку длиной 45–60 см (фальшарда).
Изображения фальшионов встречаются в миниатюрах средневековых рукописей, в частности т. н. «Библии Мациевского» (сер. XIII в.), «Бодлианского Апокалипсиса» (1250-1275 гг.), «Библии Холкхэма» (1327-1335 гг.), «Хроник» Жана Фруассара (вторая пол. XIV — XV вв.), «Хроник Сен-Дени» (XV в.) и др. Некоторые из них, учитывая размеры и форму клинков, технику применения и характер нанесённых ран, вызывают сомнения в своей достоверности.
Точные сведения о фальшионах привести сложно, потому что их было найдено всего около полудюжины, а из книг, живописи и описаний были получены сведения о ещё примерно двадцати. Таким образом, имеющаяся выборка — слишком маленькая, чтобы судить по ней о всех фальшионах.
Мнение, что описанный выше и изображённый на иллюстрации справа вверху фальшион — это основной тип фальшионов, оспаривается в статье Бйорна Хелквиста «Фальчион Коуниерза». Автор статьи, археолог и историк, провёл сравнительный анализ 25 известных фальшионов, как сохранившихся, так и изображённых на картинах и керамике, и указывает, что фальшионов, подобных описанному выше, меньше десятка; среди них особенно известны фальшион Коуниерза, фальшион, найденный близ Гамбурга, и фальшион из Расписной Палаты. Остальные фальшионы, коих большинство, выглядели иначе: большинство фальшионов имеют скос обуха, а у фальчиона Коуниерза он прямой. По мнению Бйорна Хелквиста, типичный фальшион — очень тонкий узкий прямой одноручный меч со скосом обуха и односторонней заточкой.

## Свидетельства современников

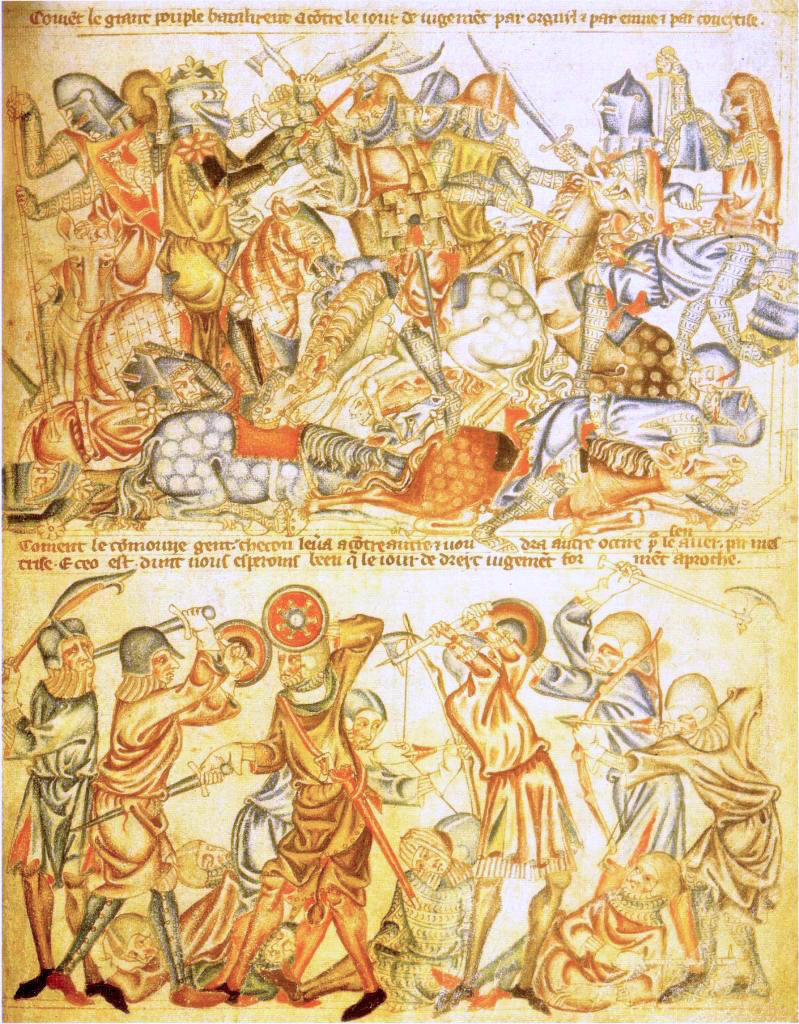
Рыцари и пехотинцы с фальшионами в битве при Бэннокберне (1314). Миниатюра из «Библии Холкхэма». 1327—1335 гг.

Историк Жан де Жуанвиль в своём жизнеописании короля Людовика IX Святого, составленном около 1309 года, рассказывает об отважном священнике, расправившемся с помощью фальшиона с мародерами:

И прево рассказал ему, что погибшие были тремя его сержантами из Шатле, и что они бродили по отдаленным улицам, грабя людей. И сказал королю, что они встретили этого клирика, что стоит перед ним, и отобрали у него всю одежду. Клирик в одной рубахе добежал до своего дома, схватил арбалет и повелел одному ребенку принести косарь [fauchon]… Он натянул арбалет, выстрелил и пронзил сердце одного из них; а двое других бросились бежать; но клирик схватил косарь, принесенный ребенком, и побежал за ними при свете ясной и яркой луны. «Один из них хотел перепрыгнуть через ограду в сад, но клирик ударил его косарем, — продолжал прево, — и отрубил ему ногу так, что она держится, как вы видите, только благодаря сапогу. Клирик бросился за другим, который надеялся скрыться в чужом доме, где люди еще не спали, ударил его косарем по голове и рассек её до зубов, как вы можете убедиться»…